# Manuel de Murguía y Mena
 Manuel Murguía y Mena  fue un militar español que ejerció como Gobernador y Capitán General de Cuba entre 1685 y 1687. 

## Carrera
Manuel Murguía y Mena fue el hijo de Roque Murguia y de Magdalena González Mena. Mena se licenció en la universidad. Se unió al Ejército Español en su juventud. Sus éxitos militares lo llevaron a ascender a teniente y auditor general.
Más tarde, se trasladó a La Habana  (Cuba), donde fue nombrado Vicegobernador del consejo de esa ciudad. En 1685 fue nombrado Gobernador y Capitán General de Cuba, cargo que mantuvo hasta 1687. Tras abandonar el cargo gubernativo fue contratado como juez en la Cámara de Sevilla.

## Vida personal
Mena se casó el 14 de octubre de 1681 con  Isabel Lucía en la Catedral de La Habana y tuvieron dos hijos: Agustín (nacido el 3 de octubre de 1684 en La Habana) y Josefa Murguia y Calvo de la Puerta.